# Gunther Uhlmann
Gunther Alberto Uhlmann Arancibia (Quillota, 9 de fevereiro de 1952) é um matemático chileno-estadunidense, que trabalha com análise matemática.
Uhlmann estudou na Universidade do Chile. Obteve um doutorado em 1976 no Instituto de Tecnologia de Massachusetts (MIT), orientado por Victor Guillemin, com a tese Hyperbolic pseudodifferential operators with double characteristics. A partir de 1978 foi instrutor e a partir de 1980 professor assistente no MIT. Em 1984 foi professor associado e em 1987 professor da Universidade de Washington. É desde 2010 também professor da Universidade da Califórnia em Irvine.
Foi palestrante convidado do Congresso Internacional de Matemáticos em Berlim (1998: Inverse boundary value problems for partial differential equations. É fellow da Academia de Artes e Ciências dos Estados Unidos (2009), Society for Industrial and Applied Mathematics (2010) membro correspondente da Academia Chilena de Ciências. Recebeu o Prêmio Memorial Bôcher de 2011, juntamente com Assaf Naor. É fellow da American Mathematical Society.